# 廣部剛司
廣部 剛司（ひろべ たけし、1968年 - ）は、日本の建築家。廣部剛司建築設計室を主宰。神奈川県生まれ。
1991年、日本大学理工学部海洋建築工学科卒業。1991年から1998年まで、芦原建築設計研究所に在籍。1998年から、建築巡礼の旅に出る。1999年、廣部剛司建築設計室設立。
2005年から、日本大学 理工学部 海洋建築工学科 非常勤講師。2006年～2009年 明治大学理工学部 建築学科 兼任講師。 著書に「サイドウェイ 建築への旅」（TOTO出版）がある。
作品に、「南青山の家」「上野毛 T」「茶畑の家」がある。